# Eochaid Buide
Eochaid Buide (fl. VII secolo) è stato sovrano di Dál Riata dal 608 ca. al 629. "Buide" si riferisce al giallo, cioè al colore dei suoi capelli.

## Biografia
Era il figlio più giovane di Áedán mac Gabráin, che lo scelse come erede al trono alla morte del fratello più vecchio. Negli ultimi due anni di potere sembra aver regnato assieme a Connad Cerr, che però morì prima di lui. A Eochaid succedette il figlio Domnall Brecc.
Altri suoi figli menzionati dal Senchus fer n-Alban (cioè La storia degli uomini di Scozia) sono Conall Crandomna, Failbe (che morì nella battaglia di Fid Eoin), Cú-cen-máthair (la cui morte è ricordata negli Annali dell'Ulster per il 604), Conall Bec, Connad o Conall Cerr (che potrebbe essere lo stesso Connad Cerr che morì a Fid Eoin), Failbe, Domangart e Domnall Donn (da non confondere con re Domnall Donn di fine VII secolo)
Secondo il Fled Dúin na nGéd, Eochaid Buide era il nonno di Congal Cáech. Ma la questione è controversa, perché questo racconto presenta alcuni anacronismi.